# Garrofer del diable

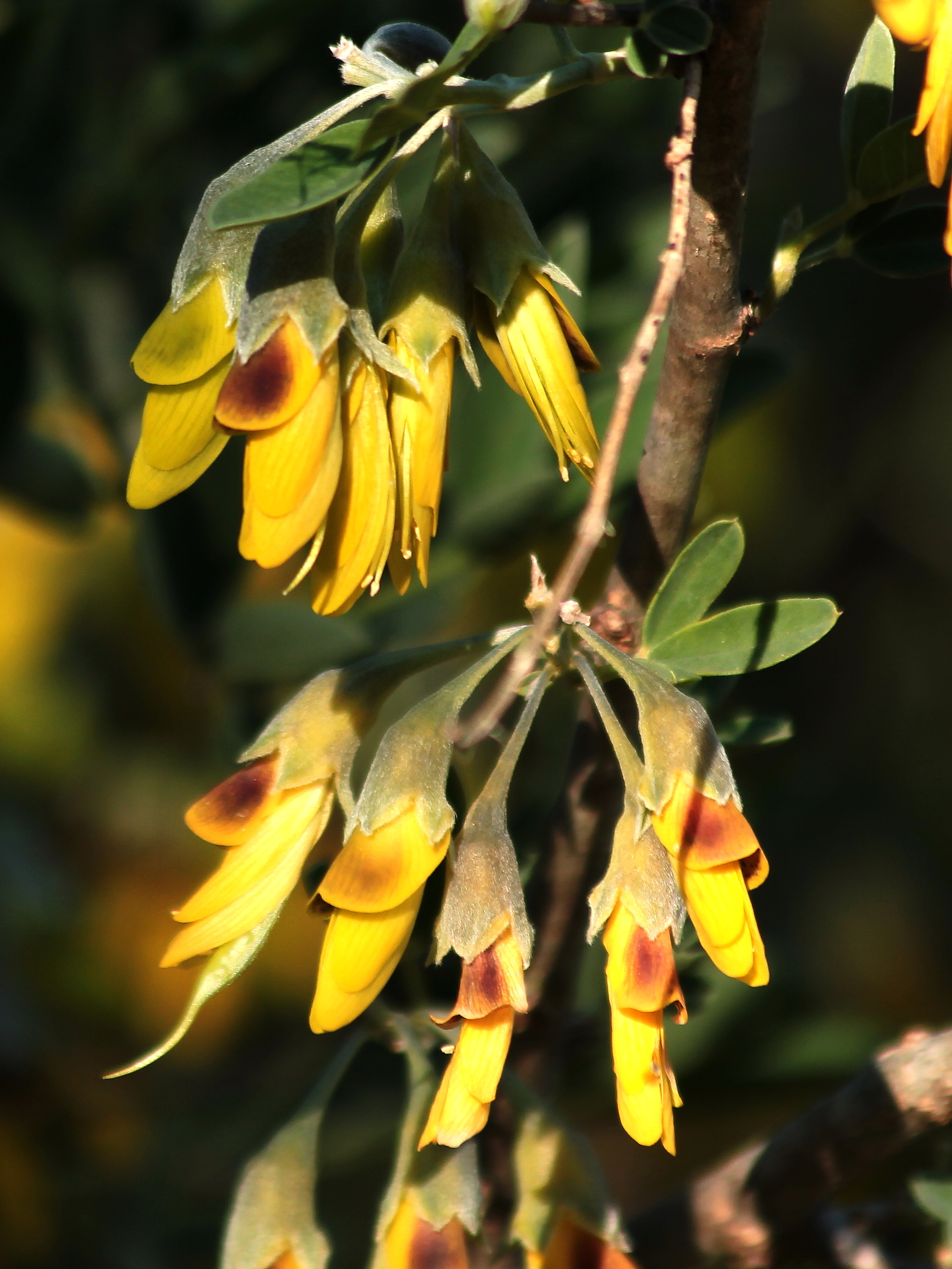
Detall de la flor

El garrofer del diable, bajoca de moro, bajoquera de moro, garrofer pudent o mongetera d'arbre (Anagyris foetida), és un arbust o arbret caducifoli, tòxic, de fins a 4 m d'alçada (tot i que normalment no sol passar dels 2 m). Es tracta d'una espècie relíctica de la flora subtropical del període terciari.
Addicionalment pot rebre els noms de arbre mongeter, garrofer, garrofer bord, garrofer de moro, garroferet de moro, garrover bord, garrover del diable, garrover del dianye, garrover del dimoni, garrover pudent, manpudolera, mongeta borda, mongeta d'arbre, mongetera borda i tramussera borda. També s'han recollit les variants lingüístiques arbre monjat, contera, contera pudent, contera pudenta i jorva.

## Descripció
Presenta fulles trifoliades, que desprenen una olor que pot resultar desagradable, però no tan fètida com se sol afirmar. Aquesta planta presenta la peculiaritat de ser una caducifòlia d'estiu: perd les fulles al principi de l'estació seca i li tornen a brotar amb les primeres pluges de tardor. Es tracta d'una adaptació als secs estius mediterranis.
Les flors són d'un groc verdós, amb l'estendard molt més curt que els altres pètals. Els llegums semblen petites garroves de color verd. Floreix a l'hivern i principis de primavera (febrer-març). Un altre tret distintiu d'aquesta espècie és que es tracta de l'única planta de pol·linització ornitòfila documentada a Europa: alguns passeriformes com els busquerets (Sylvia atricapilla i Sylvia melanocephala) o els mosquiter comú o ull de bou (Phylloscopus collybita) visiten les seves flors a la recerca de nèctar i transferint eficaçment, al mateix temps, el pol·len.
El fruit es coneix amb el nom de tramús fètid.

## Distribució i hàbitat
Es tracta d'una planta de distribució mediterrània, que habita sobretot en coscollars, vores de camins i altres llocs parcialment antropitzats.

## Usos
Aquesta planta conté els alcaloides anagirina, amb propietats emètiques, i citisina, que actua com a depressor respiratori (administrat en dosis prou elevades, produeix la mort). Ha estat utilitzat, en medicina popular, com a emètic i antiasmàtic, però la seva elevada toxicitat fa totalment desaconsellable utilitzar-lo com a remei casolà.
Durant l'edat mitjana aquesta planta s'emprava per a emmetzinar les puntes de les sagetes que es disparaven amb arcs o ballestes.
És possible que la seva irregular distribució es degui al fet que una part de les poblacions silvestres siguin producte del conreu, en temps passats, d'aquesta planta.